# 青木敦
青木 敦（あおき あつし、1964年 - ）は、日本の歴史学者。専攻は、10-14世紀江南社会経済史。学位は、博士（文学）。青山学院大学大学院文学研究科教授。宋代経済史研究者で東洋文庫顧問の斯波義信に師事する。実父は歴史学者の青木和夫。

## 略歴
- 東京大学文学部東洋史学専攻卒業
- 東京大学大学院人文科学研究科
- 1994年 東京大学東洋文化研究所助手
- 1996年 岡山大学文学部東洋史学専攻講師
- 1997年 岡山大学文学部東洋史学専攻助教授
- 2001年 大阪大学大学院文学研究科東洋史学専攻助教授
- 2007年 大阪大学大学院文学研究科東洋史学専攻准教授
- 2010年 青山学院大学文学部史学科教授（現職）

## 著書
- 『宋代民事法の世界』（慶応義塾大学出版会、2014年）
- （編著）『世界史のなかの近世」（（慶応義塾大学出版会、2017年）

## 論文

### 雑誌論文
- 「南宋の羨余と地方財政」,『東洋学報』,73-3・4,1992．
- 「『宋会要』職官64-75「黜降官」について--宋代官僚制研究のための予備的考察」,『史学雑誌』,102-7,1993.
- 「淳熙臧否とその失敗--宋の地方官監察制度に見られる二つの型(1)」,『東洋文化研究所紀要』,132,1997．
- 「健訟の地域的イメージ--11～13世紀江西社会の法文化と人口移動をめぐって」,『社会経済史学』,65-3,1999．
- 「北宋末～南宋の法令に附された越訴規定について」,『東洋史研究』,58-2,1999．
- 「宋代の監司の語義について」,『歴史学研究』753,2001.
- 「宋代地方官考課制度の基調」,『国際基督教大学学報Ⅲ-A  アジア文化研究別冊』11,2002．
- 「南宋女子分法再考」,『中国--社会と文化』,18,2003．
- 「開発・地価・民事的法規--『清明集』に見える若干の土地典売関係法をめぐって--」,『待兼山論叢』史学篇,40,2006．
- 「監司と台諌--宋の地方官監察制度に見られる二つの型--」,『東方学』,114,2007．